# Musée d'histoire mexicaine

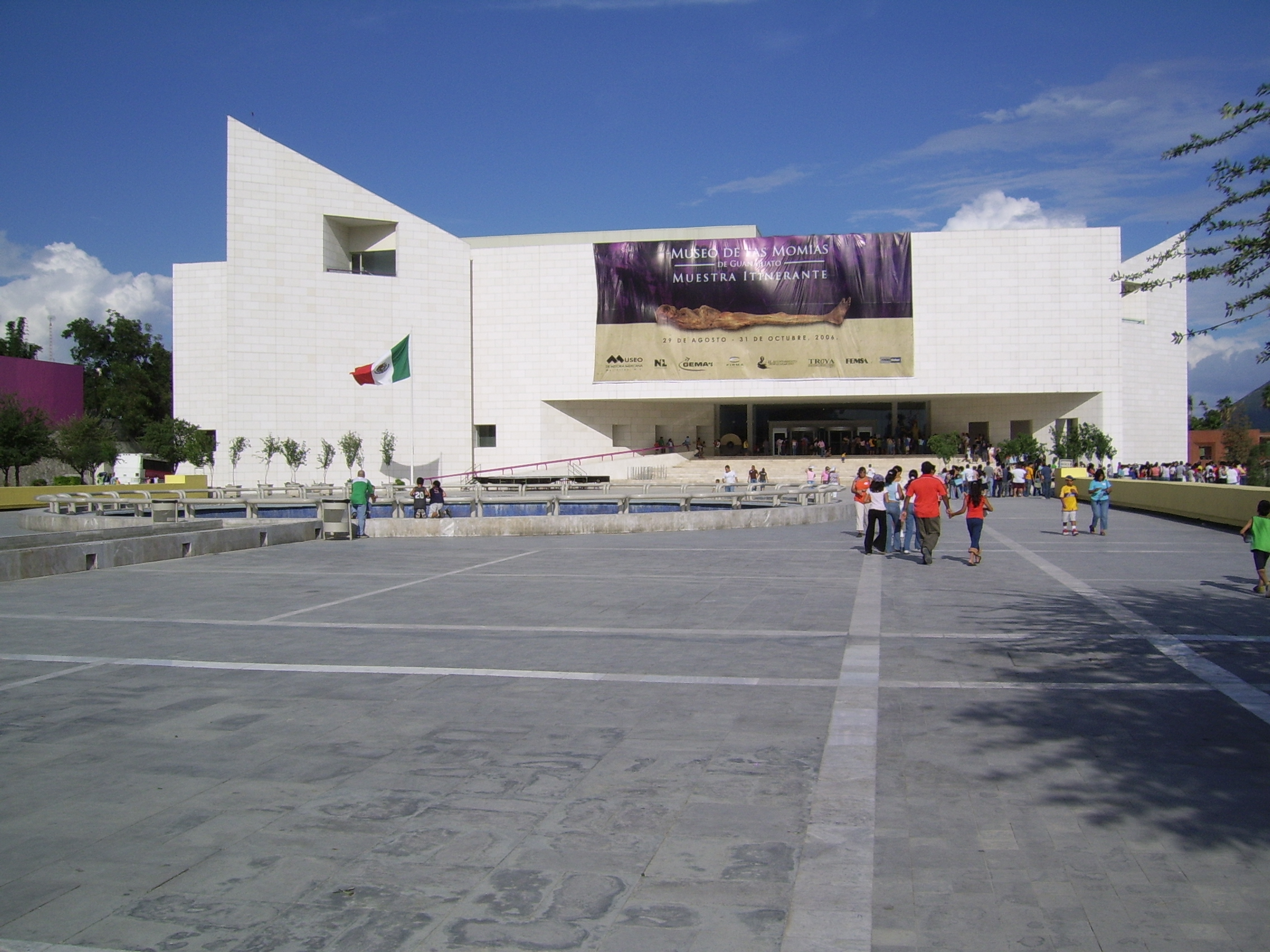
Musée d'histoire mexicaine, Monterrey N.l, Mexique

Le Musée d'histoire mexicaine est le musée du gouvernement de l'État mexicain du Nuevo León qui est situé dans la ville de Monterrey.